# Jari-Matti Latvala
Jari-Matti Latvala (n. 3 aprilie 1985) este un pilot de raliuri finlandez ce evoluează în Campionatul Mondial de Raliuri. Co-pilotul său este Miikka Anttila începând din 2003 de la Rallye Deutschland. Este cunoscut pentru stilul său agresiv de a conduce, care-i aduc lui multe aprecieri, și este comparat adesea cu Colin McRae.

## Victorii în WRC
| # | Event                       | Sezon | Co-pilot       | Bolid                 |
| - | --------------------------- | ----- | -------------- | --------------------- |
| 1 | 57th Uddeholm Swedish Rally | 2008  | Miikka Anttila | Ford Focus RS WRC 07  |
| 2 | 6º Rally d'Italia Sardegna  | 2009  | Miikka Anttila | Ford Focus RS WRC 09  |
| 3 | 40th Rally New Zealand      | 2010  | Miikka Anttila | Ford Focus RS WRC 09  |
| 4 | 60º Rally Finland           | 2010  | Miikka Anttila | Ford Focus RS WRC 09  |
| 5 | 67th Wales Rally GB         | 2011  | Miikka Anttila | Ford Fiesta RS WRC    |
| 6 | 60th Rally Sweden           | 2012  | Miikka Anttila | Ford Fiesta RS WRC    |
| 7 | 68th Wales Rally GB         | 2012  | Miikka Anttila | Ford Fiesta RS WRC    |
| 8 | 59th Acropolis Rally        | 2013  | Miikka Anttila | Volkswagen Polo R WRC |

## Rezultate în WRC
| An   | Entrant                            | Bolid                      | 1       | 2       | 3       | 4       | 5       | 6       | 7       | 8       | 9       | 10      | 11      | 12      | 13      | 14     | 15     | 16      | WDC  | Puncte |
| ---- | ---------------------------------- | -------------------------- | ------- | ------- | ------- | ------- | ------- | ------- | ------- | ------- | ------- | ------- | ------- | ------- | ------- | ------ | ------ | ------- | ---- | ------ |
| 2002 | Jari-Matti Latvala                 | Mitsubishi Lancer Evo VI   | MON     | SWE     | FRA     | ESP     | CYP     | ARG     | GRE     | KEN     | FIN     | GER     | ITA     | NZL     | AUS     | GBR 17 |        |         | NC   | 0      |
| 2003 | Ford Motor Co                      | Ford Focus RS WRC 02       | MON     | SWE     | TUR     | NZL     | ARG     | GRE 10  | CYP     | GER 17  | FIN 14  | AUS     | ITA     | FRA     | ESP     | GBR 10 |        |         | NC   | 0      |
| 2004 | Jari-Matti Latvala                 | Ford Puma S1600            | MON Ret |         |         |         |         |         |         |         |         |         |         |         |         |        |        |         | NC   | 0      |
| 2004 | Jari-Matti Latvala                 | Subaru Impreza WRX STI     |         | SWE Ret | MEX     | NZL     | CYP     |         |         |         |         | GER 27  | JPN     |         |         | FRA 21 |        |         | NC   | 0      |
| 2004 | Jari-Matti Latvala                 | Ford Fiesta S1600          |         |         |         |         |         | GRE Ret | TUR Ret | ARG     |         |         |         |         |         |        |        |         | NC   | 0      |
| 2004 | Jari-Matti Latvala                 | Suzuki Ignis S1600         |         |         |         |         |         |         |         |         | FIN Ret |         |         | GBR 23  | ITA Ret |        | ESP 29 |         | NC   | 0      |
| 2004 | Jari-Matti Latvala                 | Mitsubishi Lancer Evo VIII |         |         |         |         |         |         |         |         |         |         |         |         |         |        |        | AUS Ret | NC   | 0      |
| 2005 | Jari-Matti Latvala                 | Toyota Corolla WRC         | MON     | SWE 16  | MEX     |         |         |         |         |         |         | FIN Ret |         |         |         |        |        |         | NC   | 0      |
| 2005 | Jari-Matti Latvala                 | Subaru Impreza WRX STI     |         |         |         | NZL Ret | ITA 16  | CYP     | TUR     | GRE     | ARG Ret |         | GER 21  |         |         | FRA 16 | ESP 19 | AUS     | NC   | 0      |
| 2005 | Jari-Matti Latvala                 | Ford Focus RS WRC          |         |         |         |         |         |         |         |         |         |         |         | GBR Ret | JPN     |        |        |         | NC   | 0      |
| 2006 | Jari-Matti Latvala                 | Subaru Impreza WRX STI     | MON 41  | SWE     | MEX 25  |         |         |         |         | GRE 22  |         |         | JPN 69  | CYP     | TUR     | AUS 6  | NZL 8  |         | 13th | 9      |
| 2006 | Jari-Matti Latvala                 | Toyota Corolla WRC         |         |         |         |         |         |         |         |         |         | FIN 17  |         |         |         |        |        |         | 13th | 9      |
| 2006 | Stobart VK Ford Rally Team         | Ford Focus RS WRC 04       |         |         |         | ESP 16  | FRA Ret | ARG     | ITA     |         | GER 34  |         |         |         |         |        |        |         | 13th | 9      |
| 2006 | Stobart VK Ford Rally Team         | Ford Focus RS WRC 06       |         |         |         |         |         |         |         |         |         |         |         |         |         |        |        | GBR 4   | 13th | 9      |
| 2007 | Stobart VK M-Sport Ford Rally Team | Ford Focus RS WRC 06       | MON Ret | SWE Ret | NOR 5   | MEX 7   | POR 8   | ARG 4   | ITA 9   | GRE 12  | FIN Ret | GER 8   | NZL 5   | ESP 7   | FRA 4   | JPN 25 | IRE 3  | GBR 10  | 8th  | 30     |
| 2008 | BP Ford Abu Dhabi World Rally Team | Ford Focus RS WRC 07       | MON 12  | SWE 1   | MEX 3   | ARG 15  | JOR 7   | ITA 3   | GRE 7   | TUR 2   | FIN 38  |         |         |         |         |        |        |         | 4th  | 58     |
| 2008 | BP Ford Abu Dhabi World Rally Team | Ford Focus RS WRC 08       |         |         |         |         |         |         |         |         |         | GER 9   | NZL Ret |         |         | JPN 2  | GBR 2  |         | 4th  | 58     |
| 2008 | Stobart VK M-Sport Ford Rally Team | Ford Focus RS WRC 07       |         |         |         |         |         |         |         |         |         |         |         | ESP 6   | FRA 4   |        |        |         | 4th  | 58     |
| 2009 | BP Ford Abu Dhabi World Rally Team | Ford Focus RS WRC 08       | IRE 14  | NOR 3   | CYP 12  | POR Ret | ARG 6   |         |         |         |         |         |         |         |         |        |        |         | 4th  | 41     |
| 2009 | BP Ford Abu Dhabi World Rally Team | Ford Focus RS WRC 09       |         |         |         |         |         | ITA 1   | GRE 3   | POL Ret | FIN 3   | AUS 4   | ESP 6   | GBR 7   |         |        |        |         | 4th  | 41     |
| 2010 | BP Ford Abu Dhabi World Rally Team | Ford Focus RS WRC 09       | SWE 3   | MEX 5   | JOR 2   | TUR 8   | NZL 1   | POR Ret | BUL 6   | FIN 1   | GER 4   | JPN 3   | FRA 4   | ESP 4   | GBR 3   |        |        |         | 2nd  | 171    |
| 2011 | Ford Abu Dhabi World Rally Team    | Ford Fiesta RS WRC         | SWE 3   | MEX 3   | POR 3   | JOR 2   | ITA 18  | ARG 7   | GRE 9   | FIN 2   | GER 14  | AUS 2   | FRA 4   | ESP 3   | GBR 1   |        |        |         | 4th  | 172    |
| 2012 | Ford World Rally Team              | Ford Fiesta RS WRC         | MON Ret | SWE 1   | MEX Ret | POR 13  | ARG Inj | GRE 3   | NZL 7   | FIN 3   | GER 2   | GBR 1   | FRA 2   | ITA 12  | ESP 2   |        |        |         | 3rd  | 154    |
| 2013 | Volkswagen Motorsport              | Volkswagen Polo R WRC      | MON Ret | SWE 4   | MEX 16  | POR 3   | ARG 3   | GRE 1   | ITA 3   | FIN 17  | GER 7   | AUS 4   | FRA     | ESP     | GBR     |        |        |         | 3rd* | 110    |

* Season in progress.

### Rezultate în JWRC
| An   | Entrant            | Bolid              | 1       | 2       | 3       | 4       | 5     | 6       | 7     | Poz. | Puncte |
| ---- | ------------------ | ------------------ | ------- | ------- | ------- | ------- | ----- | ------- | ----- | ---- | ------ |
| 2004 | Jari-Matti Latvala | Ford Puma S1600    | MON Ret |         |         |         |       |         |       | 13th | 5      |
| 2004 | Jari-Matti Latvala | Ford Fiesta S1600  |         | GRE Ret | TUR Ret |         |       |         |       | 13th | 5      |
| 2004 | Jari-Matti Latvala | Suzuki Ignis S1600 |         |         |         | FIN Ret | GBR 4 | ITA Ret | ESP 9 | 13th | 5      |

### Rezultate în PWRC
| An   | Entrant            | Bolid                  | 1     | 2     | 3   | 4     | 5     | 6   | 7     | 8     | Poz. | Puncte |
| ---- | ------------------ | ---------------------- | ----- | ----- | --- | ----- | ----- | --- | ----- | ----- | ---- | ------ |
| 2006 | Jari-Matti Latvala | Subaru Impreza WRX STI | MON 5 | MEX 9 | ARG | GRE 6 | JPN 9 | CYP | AUS 1 | NZL 1 | 4th  | 27     |

## Legături externe
- Official website Arhivat în 23 mai 2019, la Wayback Machine.
- Latvala Motorsport
- Profile at WRC.com Arhivat în 12 aprilie 2009, la Wayback Machine.

1. ↑   http://www.wrc.com/drivers-and-teams/drivers/jari-matti-latvala/?whoid=13, accesat în 18 noiembrie 2013 Lipsește sau este vid: |title= (ajutor)